# Liste der Straßennamen und Ortschaften der Marktgemeinde Velden

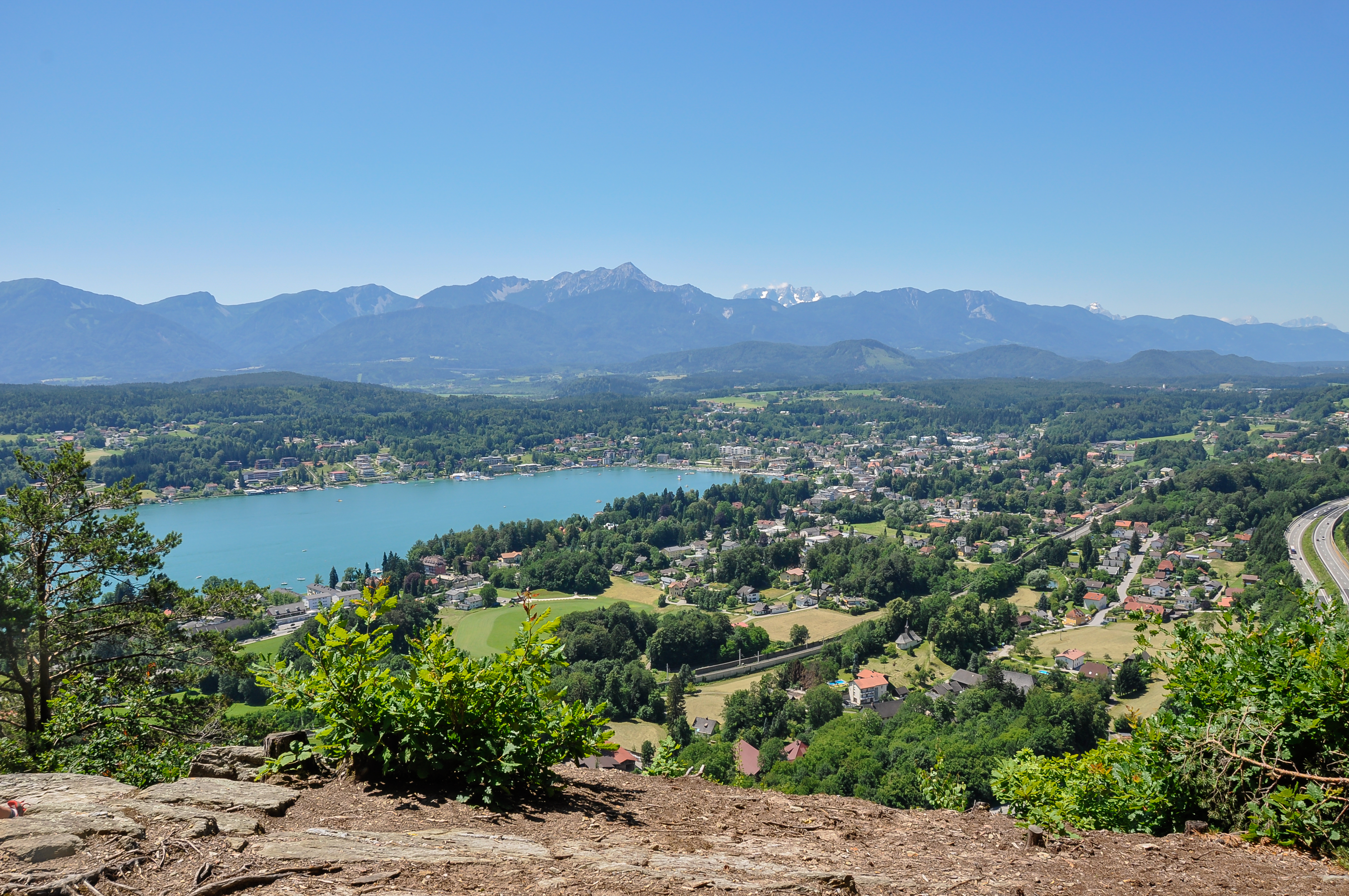
Ein Blick auf Velden von einem Wanderweg vom Forstsee nach Göriach. Im Hintergrund links befinden sich die Karawanken, rechts sind die Julischen Alpen zu sehen.

Velden ist eine Marktgemeinde im österreichischen Bundesland Kärnten. Ihr amtlicher Name ist Velden am Wörther See. Die Gemeinde liegt im Bezirk Villach-Land und hat derzeit eine Fläche von 53 km². Die Marktgemeinde ist in 8 Katastralgemeinden unterteilt und umfasst 30 Ortschaften.

## Ortschaften Veldens

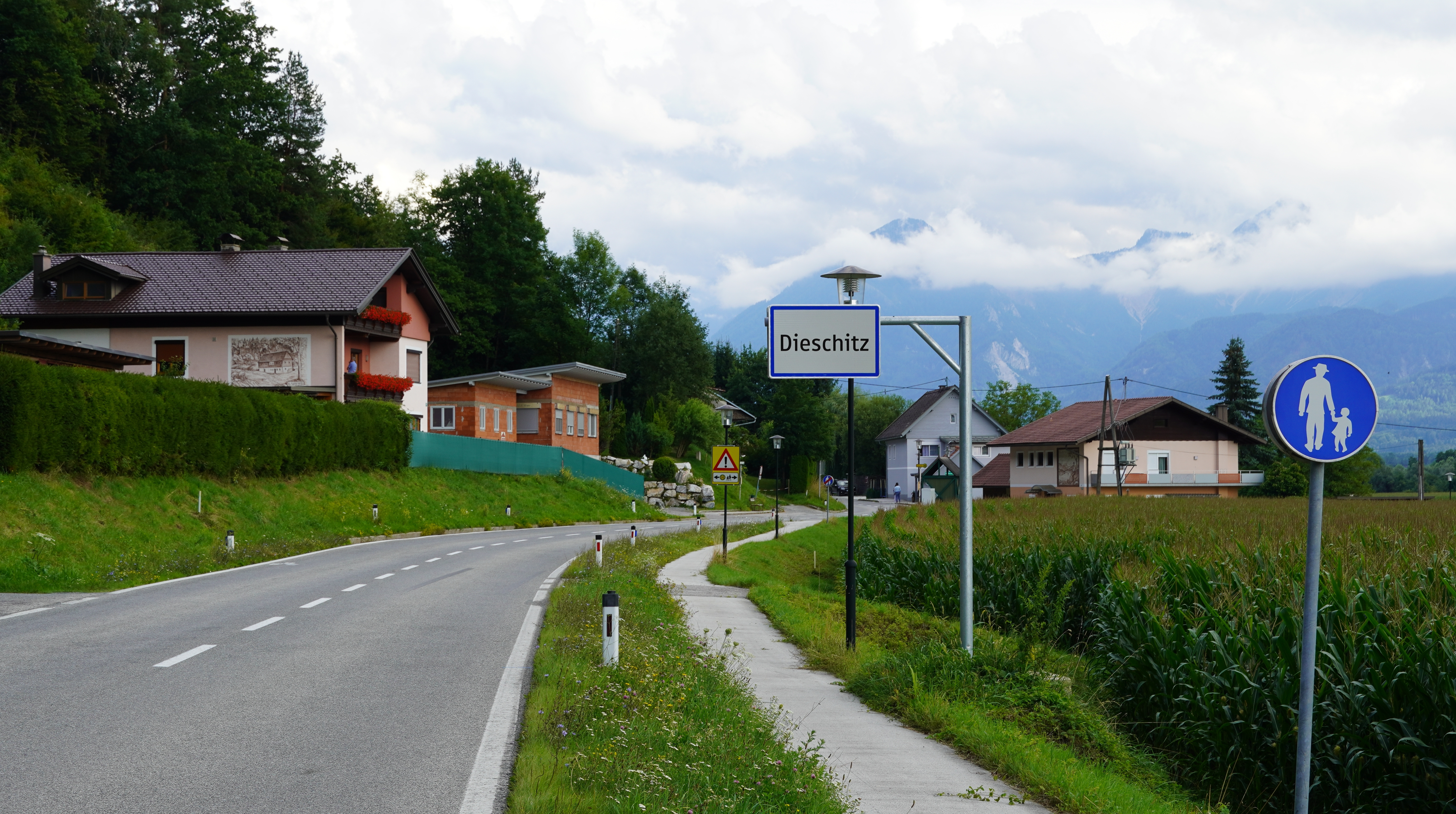
Ortseinfahrt von Dieschitz

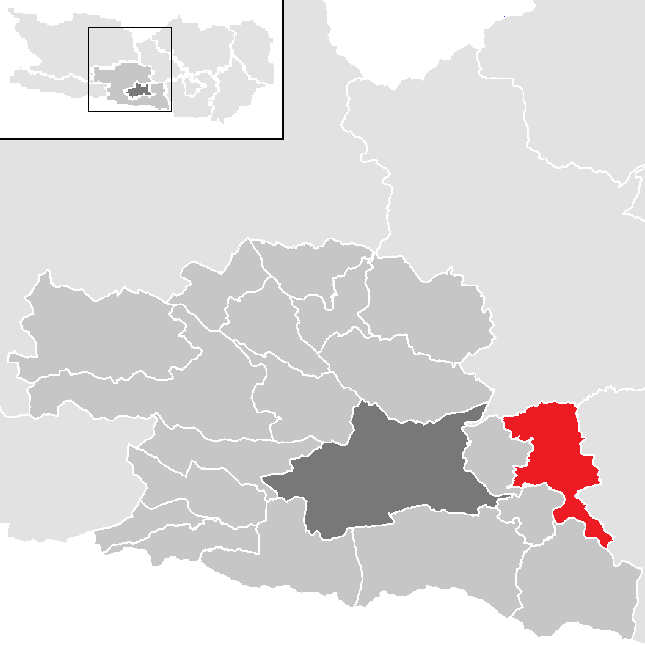
Gemeinde Velden im Bezirk Villach-Land

Es folgt eine Aufzählung der Ortschaften mit Straßen innerhalb der Marktgemeinde von Velden. Es wird dabei jeweils ein Link angegeben, dem man entnehmen kann, wo sich dieser Ort auf der Landkarte befindet, zu welcher Katastralgemeinde die Ortschaft gehört und ab wann es in der jeweiligen Ortschaft überhaupt verschiedene Straßennamen gibt (vorher hatten die Häuser als Adresse den Ortschaftsnamen und je nach Entstehungsjahr des Hauses eine höhere oder niedrigere Nummer). Weiters kann man der Tabelle entnehmen, wie viele Einwohner und welche Postleitzahl sie besitzt und auch welchen amtlichen Gemeindeschlüssel die jeweilige Ortschaft hat. Grundlage für die Informationen sind das Buch „Wenn Wege erzählen – Die Straßen, Wege und Plätze Veldens“. Die Ortschaften Kantnig und Sternberg gehören auch zur Gemeinde Wernberg, ein paar wenige Straßen liegen aber im Veldener Gemeindegebiet.
| Ortschaft             | Koordinatenlink | Katastralgemeinde     | Wegbenennungen seit | Einwohner Stand 1. Jänner 2025 | PLZ        | amtlicher Gemeindeschlüssel |
| --------------------- | --------------- | --------------------- | ------------------- | ------------------------------ | ---------- | --------------------------- |
| Aich                  | ⊙               | Augsdorf              | 2011                | 145                            | 9220       | 2072501                     |
| Augsdorf              | ⊙               | Augsdorf              |                     | 476                            | 9220       | 2072502                     |
| Bach                  | ⊙               | Lind ob Velden        |                     | 118                            | 9220       | 2072517                     |
| Dieschitz             | ⊙               | Latschach an der Drau |                     | 104                            | 9536       | 2072503                     |
| Dröschitz             | ⊙               | Kerschdorf ob Velden  | 2001                | 224                            | 9231       | 2072510                     |
| Duel                  | ⊙               | Duel                  | 1999                | 167                            | 9220       | 2072518                     |
| Fahrendorf            | ⊙               | Duel                  | 1999                | 125                            | 9220       | 2072519                     |
| Göriach               | ⊙               | Velden am Wörther See |                     | 288                            | 9220       | 2072520                     |
| Kantnig               | ⊙               | Duel                  |                     | 2                              | 9220       | 2072529                     |
| Kerschdorf            | ⊙               | Kerschdorf ob Velden  | 2001                | 291                            | 9220, 9231 | 2072511                     |
| Köstenberg            | ⊙               | Köstenberg            | 2001                | 142                            | 9231       | 2072512                     |
| Kranzlhofen           | ⊙               | Velden am Wörther See |                     | 207                            | 9220       | 2072521                     |
| Latschach             | ⊙               | Latschach an der Drau | 2011                | 113                            | 9536       | 2072504                     |
| Lind ob Velden        | ⊙               | Lind ob Velden        | 1986                | 989                            | 9220       | 2072522                     |
| Oberdorf              | ⊙               | Köstenberg            |                     | 298                            | 9231       | 2072513                     |
| Oberjeserz            | ⊙               | Kerschdorf ob Velden  | 2001                | 186                            | 9220       | 2072514                     |
| Oberwinklern          | ⊙               | Köstenberg            | 2001                | 181                            | 9231       | 2072515                     |
| Pulpitsch             | ⊙               | Latschach an der Drau | 2011                | 57                             | 9536       | 2072505                     |
| Rajach                | ⊙               | Duel                  |                     | 220                            | 9220       | 2072523                     |
| Saisserach            | ⊙               | Velden am Wörther See | 2001                | 13                             | 9220       | 2072524                     |
| Selpritsch            | ⊙               | Augsdorf              |                     | 831                            | 9220       | 2072507                     |
| Sonnental             | ⊙               | Duel                  | 1999                | 395                            | 9220       | 2072525                     |
| St. Egyden            | ⊙               | St. Egyden            | 2011                | 324                            | 9536       | 2072506                     |
| Sternberg             | ⊙               | Duel                  | 1999                | 80                             | 9220       | 2072530                     |
| Treffen               | ⊙               | St. Egyden            | 2011                | 66                             | 9536       | 2072508                     |
| Unterjeserz           | ⊙               | Augsdorf              |                     | 227                            | 9220       | 2072509                     |
| Unterwinklern         | ⊙               | Velden am Wörther See |                     | 49                             | 9220       | 2072526                     |
| Velden am Wörther See | ⊙               | Velden am Wörther See |                     | 2421                           | 9220       | 2072527                     |
| Weinzierl             | ⊙               | Duel                  | 1999                | 140                            | 9220       | 2072528                     |
| Wurzen                | ⊙               | Köstenberg            | 2001                | 304                            | 9231       | 2072516                     |

## Straßennamen und deren Herkunft
Die Straßen der Marktgemeinde Velden wurden, wie in vielen anderen Gemeinden auch, oft nach berühmten Personen benannt. Oft sind diese Persönlichkeiten auch weit über die Stadtgrenzen hinaus bekannt (Martin-Luther-Straße), es sind aber auch einige „nur“ lokale Berühmtheiten darunter (Otto-Jilg-Straße). Als Namensgeber für die Veldener Straßen fungieren aber auch Pflanzen- und Tiernamen (Narzissenweg, Froschweg), lokale Örtlichkeiten (Selpritscher Straße, Schulweg) und Berge (Mittagskogelstraße, Höhbergstraße),  Partnergemeinden (Gemonaplatz), Vornamen (Friedlweg, Victoriaweg), aber auch Vulgonamen (Lascheinigweg, Schoberweg) und sogar Fantasienamen (Traubenweg, Altinaweg). Originell ist die Benennung des Altinawegs, in dem das Ehepaar Alfred und Christina Ertl wohnte, die diesen Wegnamen vorgeschlagen haben.
In Velden gibt es auch Gegenden, in denen die Straßen einem Thema zugeordnet wurden (zum Beispiel die Straßen Blumenhaingasse, Gartenstraße und Rosenweg).
Es wird auch überlegt, Straßennamen umzubenennen, deren Namensgeber Anhänger von vergangenen Ideologien waren.
Die folgende Straßenliste kann man auch nach ihrem Ort, dem Jahr der Straßenbenennung, der Postleitzahl und, wenn auch nicht besonders hilfreich, dem Koordinatenlink und dem Namensgeber ordnen.
| Straßenname                                      | Koordinatenlink | Ort                        | Jahr der Benennung | PLZ  | Namensgeber |
| ------------------------------------------------ | --------------- | -------------------------- | ------------------ | ---- | --- |
| 10.-Oktober-Straße                               | ⊙               | Velden                     |                    | 9220 | der 10. Oktober ist der Tag der Kärntner Volksabstimmung (siehe Volksabstimmung 1920 in Kärnten) |
| A.-S.-Drabosnjak-Straße                          | ⊙               | Oberjeserz                 |                    | 9220 | Andrej Schuster-Drabosnjak (1786–1825), Bauer, Volksdramatiker, Volksliterat und Volkspoet aus Oberjeserz |
| Adalbert-Stifter-Straße                          | ⊙               | Velden                     |                    | 9220 | Adalbert Stifter (1805–1868), böhmisch-österreichischer Schriftsteller, Maler und Pädagoge |
| Aichelburgweg                                    | ⊙               | Oberwinklern               |                    | 9231 | nach der Burgruine Aichelberg in der Gemeinde Wernberg |
| Aicher Straße                                    | ⊙               | Aich                       |                    | 9220 | verläuft quer durch die Ortschaft Aich |
| Altinaweg                                        | ⊙               | Dröschitz                  |                    | 9231 | hier wohnte das Ehepaar Alfred und Christina Ertl, die diesen Wegnamen vorschlugen |
| Am Corso                                         | ⊙               | Velden                     |                    | 9220 | |
| Am Hügel                                         | ⊙               | Ebenfeld                   |                    | 9231 | liegt auf einem Hügel |
| Am Sonnberg                                      | ⊙               | Rajach                     |                    | 9220 | |
| Am Sonnenhügel                                   | ⊙               | Gorintschach               |                    | 9536 | |
| Am Sonnrain                                      | ⊙               | Velden                     |                    | 9220 | |
| Angelikaweg                                      | ⊙               | Selpritsch                 |                    | 9220 | Angelika Hauff (1922–1983), österreichische Schauspielerin, die zeitweise in der Nähe dieses Weges in Selpritsch wohnte |
| Anton-Falle-Weg                                  | ⊙               | Rajach                     |                    | 9220 | Anton Falle (1886–1945), österreichischer Politiker der Sozialdemokratischen Arbeiterpartei Österreichs, der in Rajach geboren und im KZ Dachau gestorben ist                                                                             |
| Augsdorfer Straße                                | ⊙               | Augsdorf                   |                    | 9220 | verläuft von Velden in Richtung der Ortschaft Augsdorf |
| Augsdorfer Waldweg                               | ⊙               | Selpritsch                 |                    | 9220 | verläuft von Selpritsch in Richtung der Ortschaft Augsdorf |
| Aussichtspromenade                               | ⊙               | Velden                     |                    | 9220 | |
| Bachweg                                          | ⊙               | Velden                     |                    | 9220 | verläuft beinahe parallel zum nahe gelegenen Damtschacher Bach |
| Bäckerteichstraße                                | ⊙               | Velden                     |                    | 9220 | der Bäckerteich (⊙) ist (nach dem Wörthersee und dem Jeserzer See) das drittgrößte stehende Gewässer in der Marktgemeinde Velden |
| Bahnhofplatz                                     | ⊙               | Velden                     |                    | 9220 | der Platz vor dem Bahnhof Velden |
| Bahnhofstraße                                    | ⊙               | Velden                     |                    | 9220 | die Straße führt zum Veldener Bahnhof |
| Bahnweg                                          | ⊙               | Duel                       |                    | 9220 | er verläuft neben den Geleisen der Eisenbahn |
| Beethovenallee                                   | ⊙               | Velden                     |                    | 9220 | Ludwig van Beethoven (1770–1827), deutscher Komponist und Pianist |
| Berghofweg                                       | ⊙               | Göriach                    | 1989               | 9220 | der Berghof ist ein Anwesen an der Spitze des Göriacher Hanges |
| Bergweg                                          | ⊙               | Kantnig                    |                    | 9220 | führt in Richtung des Großen Sternbergs |
| Birkenallee                                      | ⊙               | Velden                     |                    | 9220 | die Birken bilden eine Pflanzengattung in der Familie der Birkengewächse mit bis zu 200 Arten |
| Blumenhaingasse                                  | ⊙               | Velden                     |                    | 9220 | |
| Blumenweg                                        | ⊙               | Dröschitz                  |                    | 9231 | |
| Brahmsweg                                        | ⊙               | Unterjeserz                |                    | 9220 | Johannes Brahms (1833–1897), deutscher Komponist, Pianist und Dirigent |
| Brückenweg                                       | ⊙               | Sonnental                  |                    | 9220 | führte vor seiner offiziellen Benennung und vor dem Bau der Autobahn direkt zu einer Brücke über den Damtschacher Bach (⊙) |
| Brucknerweg                                      | ⊙               | Selpritsch                 |                    | 9220 | Anton Bruckner (1824–1896), österreichischer Komponist der Romantik sowie Organist und Hochschullehrer |
| Brunnenweg                                       | ⊙               | St. Egyden                 |                    | 9536 | hier gibt es zahlreiche Quellwasseraustritte, einige davon wurden in Brunnen gefasst |
| Buchenweg                                        | ⊙               | Velden                     |                    | 9220 | die Buchen sind die einzige Pflanzengattung der Unterfamilie der Fagoideae innerhalb der Familie der Buchengewächse |
| Casinoplatz                                      | ⊙               | Velden                     |                    | 9220 | liegt in der Nähe des 1989 fertiggestellten Casino Velden |
| Deberweg                                         | ⊙               | Deber                      |                    | 9220 | |
| Dieschitzer Weg                                  | ⊙               | Dieschitz                  |                    | 9536 | verläuft quer durch die Ortschaft Dieschitz |
| Dietrichsteinweg                                 | ⊙               | Velden                     | 1907               | 9220 | Dietrichstein ist ein aus Kärnten stammendes Geschlecht; Graf Siegmund Ludwig von Dietrichstein erwarb 1639 das Schloss Velden |
| Dorfweg                                          | ⊙               | Augsdorf                   |                    | 9220 | liegt in der Ortschaft Augsdorf |
| Dr.-Fridolin-Unterwelz-Weg                       | ⊙               | Velden                     | 24. August 2012    | 9220 | nach Med.Rat Dr. Fridolin Unterwelz (1926–2006), Veldener Zahnarzt, der beim Bau des Golfplatzes Köstendorf mitwirkte und Präsident des Golfplatzes war                                                                                   |
| Dr.-Karl-Renner-Weg                              | ⊙               | Lind ob Velden             | 1986               | 9220 | Karl Renner (1870–1950), österreichischer sozialdemokratischer Politiker (SDAP/SPÖ), Staatsmann und Jurist |
| Dr.-Karl-Schleinzer-Straße                       | ⊙               | Bach                       |                    | 9220 | Karl Schleinzer (1924–1975), österreichischer Politiker (ÖVP) und Bundesminister, dessen Elternhaus in Bach bei Lind war |
| Drauweg                                          | ⊙               | Selpritsch                 |                    | 9220 | verläuft parallel zur Drau, einem Nebenfluss der Donau |
| Dröschitzer Weg                                  | ⊙               | Dröschitz                  |                    | 9231 | verläuft quer durch die Ortschaft Dröschitz |
| Dueler Straße                                    | ⊙               | Duel                       |                    | 9220 | liegt in der Ortschaft Duel |
| Dueler Waldweg                                   | ⊙               | Duel                       |                    | 9220 | liegt in der Ortschaft Duel und geht durch Waldstücke |
| Ebenfelder Weg                                   | ⊙               | Dröschitz                  |                    | 9231 | verbindet die Ortschaften Dröschitz mit Ebenfeld in der Gemeinde Techelsberg |
| Eichenweg                                        | ⊙               | Unterwinklern              |                    | 9220 | die Eichen sind eine Pflanzengattung in der Familie der Buchengewächse |
| Elisabethpromenade                               | ⊙               | Unterjeserz                | 1898               | 9220 | Elisabeth von Österreich-Ungarn (1837–1898), Ehefrau von Kaiser Franz Joseph I., Kaiserin von Österreich und 1867 auch Königin von Ungarn                                                                                                 |
| Engelweg                                         | ⊙               | Sonnental                  |                    | 9220 | wurde in Allegorie zum östlich gelegenen Teufelsgraben so benannt |
| Erlenweg                                         | ⊙               | Velden                     |                    | 9220 | die Erlen bilden eine Pflanzengattung in der Familie der Birkengewächse mit etwa 41 Arten |
| Ernst-Ulbing-Weg                                 | ⊙               | Göriach                    | 1988               | 9220 | nach Ernst Ulbing (1854–1912), Veldener Bürgermeister von 1892 bis 1911 |
| Europaplatz                                      | ⊙               | Velden                     | 25. Mai 2008       | 9220 | Europa ist ein Erdteil; hieß von 1898 bis zum Ende der Monarchie Kaiser-Franz-Joseph-Platz, danach Koschatplatz, 1935 Kaiserplatz, hieß schon Jahrzehnte vor 2008 inoffiziell Europaplatz                                                 |
| Excelsiorstraße                                  | ⊙               | Augsdorf                   |                    | 9220 | das Hotel Excelsior lag am Hang des Südufers, wurde aber 1976 abgerissen |
| Fahrendorfer Straße                              | ⊙               | Fahrendorf                 |                    | 9220 | verläuft quer durch die Ortschaft Fahrendorf |
| Fasanenweg                                       | ⊙               | Selpritsch                 |                    | 9220 | der Fasan ist eine Vogelart aus der Ordnung der Hühnervögel |
| Feldweg                                          | ⊙               | Velden                     |                    | 9220 | |
| Felsenweg                                        | ⊙               | St. Egyden                 |                    | 9536 | |
| Fichtenhainstraße                                | ⊙               | Selpritsch                 |                    | 9220 | |
| Fliederweg                                       | ⊙               | Lind ob Velden             |                    | 9220 | Flieder ist eine Pflanzengattung aus der Familie der Ölbaumgewächse |
| Florianiweg                                      | ⊙               | Kerschdorf                 |                    | 9220 | Florian von Lorch (3. Jahrhundert–304), Leiter der römischen Zivilverwaltung in Lauriacum, Schutzpatron der Feuerwehr und Heiliger; hier liegt das Rüsthaus der Freiwilligen Feuerwehr Kerschdorf                                         |
| Flurstraße                                       | ⊙               | Velden                     |                    | 9220 | |
| Föhrenweg                                        | ⊙               | Velden                     |                    | 9220 | die Föhren bilden eine Pflanzengattung in der Familie der Kieferngewächse |
| Forellenweg                                      | ⊙               | Ebenfeld                   |                    | 9231 | die Forelle ist eine Fischart aus der Familie der Lachsfische |
| Forstseestraße                                   | ⊙               | Velden                     |                    | 9220 | der Forstsee liegt im Gemeindegebiet von Techelsberg am Wörther See zwischen den Ortschaften Pörtschach und Velden |
| Frachtenstraße                                   | ⊙               | Velden                     |                    | 9220 | führt zum Frachtenbahnhof Velden |
| Franco-Andolfo-Platz                             | ⊙               | Velden                     |                    | 9220 | Franco Andolfo (1938–2012), italienisch-österreichischer Entertainer, Schlagersänger und Komponist |
| Franz-Baumgartner-Platz                          | ⊙               | Velden                     | 1. Juni 2012       | 9220 | Franz Baumgartner (1876–1946), österreichischer Architekt, der in Velden gestorben ist; der Platz hieß in der ersten Hälfte des 20. Jahrhunderts Schulplatz                                                                               |
| Franz-Moro-Weg                                   | ⊙               | Velden                     | 2006               | 9220 | nach Franz Moro (1821–1878), Gründer und erster Kommandant der Freiwilligen Feuerwehr Velden von 1876 bis 1878 |
| Franzosenallee                                   | ⊙               | Velden                     |                    | 9220 | von 1809 bis 1813 verlief die Grenze zwischen dem damaligen Frankreich und Restösterreich durch Velden; als natürliche Grenze nahm man den Unterwinklernbach                                                                              |
| Friedenstraße                                    | ⊙               | Velden                     |                    | 9220 | die östliche Zufahrt zum 1898 angelegten Friedhof Velden |
| Friedlweg                                        | ⊙               | St. Egyden                 |                    | 9536 | nach Friedrich Schneider (* 1946), der das letzte Haus an diesem Weg bewohnt |
| Fronweg                                          | ⊙               | Velden                     |                    | 9220 | der Frondienst bezeichnet persönliche Dienstleistungen von Bauern für ihre Grundherren; die Frone ist der Bereich des heutigen Fußballplatzes in Velden                                                                                   |
| Froschweg                                        | ⊙               | Kerschdorf                 |                    | 9220 | die Froschlurche sind die bei weitem artenreichste der drei rezenten Ordnungen aus der Wirbeltierklasse der Amphibien |
| Furtweg                                          | ⊙               | Latschach                  |                    | 9536 | eine Furt ist eine Flachstelle in einem Bach- oder Flusslauf; hier befand sich eine Fährüberfuhr über die Drau |
| Gartenstraße                                     | ⊙               | Velden                     |                    | 9220 | |
| Gedächtnisweg                                    | ⊙               | Velden                     |                    | 9220 | die westliche Zufahrt zum 1898 angelegten Friedhof Velden |
| Gemonaplatz                                      | ⊙               | Velden                     | 8. August 2003     | 9220 | Gemona ist eine italienische Gemeinde in der Region Friaul-Julisch Venetien und seit 1958 Partnergemeinde von Velden |
| Gendarmerieplatz                                 | ⊙               | Velden                     | 2005               | 9220 | hier war von 1919 bis 1974 der Gendarmerieposten Velden |
| Georg-Kropp-Weg                                  | ⊙               | Velden                     |                    | 9220 | Georg Kropp (1865–1943), deutscher Publizist und Begründer der deutschen Bausparkasse; südlich des Weges befindet sich eine Baugenossenschafts-Wohnanlage                                                                                 |
| Gewerbepark                                      | ⊙               | Lind ob Velden             |                    | 9220 | |
| Golfweg                                          | ⊙               | Köstenberg                 | 2001               | 9231 | ist die Zufahrt zum Clubhaus zur Golfplatzanlage Velden – Köstenberg |
| Göriacher Hang                                   | ⊙               | Göriach                    |                    | 9220 | liegt in der Ortschaft Göriach und geht einen Hang hinauf |
| Göriacher Straße                                 | ⊙               | Kranzlhofen bis Göriach    |                    | 9220 | verläuft quer durch die Ortschaft Göriach |
| Goritschnigweg                                   | ⊙               | Aich                       | 2011               | 9220 | nach einem alten Gehöft in Aich mit Vulgarnamen Goritschnig |
| Götteweg                                         | ⊙               | Wurzen                     |                    | 9231 | nach Prof. Dr. Ivo Götte (?–?), einem deutschen Stimmausbildner, der sich hier als erstes ansiedelte |
| Grabenweg                                        | ⊙               | Velden                     |                    | 9220 | verläuft in der Nähe des Teufelsgrabens |
| Grabnerweg                                       | ⊙               | Kerschdorf                 |                    | 9220 | hier stand eine Mühle in einem Graben, vulgo Grabner |
| Gregorweg                                        | ⊙               | St. Egyden                 | 2011               | 9536 | nach dem am Weg liegenden Anwesen mit Vulgarnamen Gregor |
| Grenzweg                                         | ⊙               | Selpritsch                 |                    | 9220 | westlich des Weges liegt die Gemeindegrenze zwischen der Marktgemeinde Rosegg und der Marktgemeinde Velden |
| Grillparzerweg                                   | ⊙               | Selpritsch                 |                    | 9220 | Franz Grillparzer (1791–1872), österreichischer Schriftsteller |
| Hans-Dobernig-Weg                                | ⊙               | Velden                     | 17. April 2011     | 9220 | nach Hans Dobernig (1945–2007), Veldener Einzelhandelskaufmann und letzter Greißler Veldens |
| Hangstraße                                       | ⊙               | Velden                     |                    | 9220 | |
| Harkaweg                                         | ⊙               | Selpritsch                 |                    | 9220 | nach einem am Ende des Weges befindlichen Bauernhof mit Vulgarnamen Harka |
| Haselweg                                         | ⊙               | Sonnental                  |                    | 9220 | die Haseln sind eine Pflanzengattung in der Familie der Birkengewächse |
| Hauptmann-Eglseer-Straße                         | ⊙               | Velden                     |                    | 9220 | Karl Eglseer (1890–1944), österreichischer, ab 1938 deutscher Offizier; war zur Zeit des Kärntner Abwehrkampfes als Hauptmann in Velden Kommandant des Kampfabschnittes Velden                                                            |
| Haydnweg                                         | ⊙               | Unterjeserz                |                    | 9220 | Joseph Haydn (1732–1809), österreichischer Komponist der Wiener Klassik |
| Heckenweg                                        | ⊙               | Duel                       |                    | 9220 | |
| Heidegasse                                       | ⊙               | Velden                     |                    | 9220 | |
| Heimatweg                                        | ⊙               | Lind ob Velden             |                    | 9220 | der Sozialwohnbauträger Neue Heimat errichtete hier die Häuser der Wohnanlage Lind ob Velden |
| Hirtenweg                                        | ⊙               | Oberwinklern               |                    | 9231 | nördlich des Weges war eine Weide, auf der die Tiere von einem Hirten gehütet wurden |
| Hochstuhlweg                                     | ⊙               | Unterjeserz                | 7. April 2022      | 9220 | der Hochstuhl ist ein 2237 m hoher Berg an der Grenze zwischen Kärnten und Slowenien und die höchste Erhebung der Karawanken |
| Hochweg                                          | ⊙               | Velden                     |                    | 9220 | |
| Hofweg                                           | ⊙               | Dieschitz                  |                    | 9536 | |
| Höhbergstraße                                    | ⊙               | Unterwurzen                |                    | 9231 | auf diesem Weg wird die Anhöhe im Wald mundartlich als Heh-Berg (=Höhberg) bezeichnet |
| Hohenwartweg                                     | ⊙               | Köstenberg                 |                    | 9231 | verläuft entlang der Burgruine Hohenwart |
| Hubertusstraße                                   | ⊙               | Velden                     |                    | 9220 | Hubertus von Lüttich (um 655–727), Bischof von Maastricht und Lüttich, Heiliger, Schutzpatron der Jäger |
| Hubertusweg                                      | ⊙               | Selpritsch                 |                    | 9220 | Hubertus von Lüttich (um 655–727), Bischof von Maastricht und Lüttich, Heiliger, Schutzpatron der Jäger |
| Humitzweg                                        | ⊙               | St. Egyden                 |                    | 9536 | der Humitz (auch Humitzberg) ist eine Geländeerhöhung, auf dem sich die Filialkirche St. Maria am Humitz befindet |
| Jagdsteig                                        | ⊙               | Rajach                     |                    | 9220 | |
| Jägerweg                                         | ⊙               | Velden                     |                    | 9220 | |
| Janaschweg                                       | ⊙               | Aich                       | 2011               | 9220 | nach einem Anwesen in der Ortschaft Aich mit Vulgarnamen Janasch |
| Jessenigstraße                                   | ⊙               | Lind ob Velden             | 1986               | 9220 | nach dem einstigen Jessenighof vulgo Jessenig westlich der Ortschaft Lind ob Velden |
| Jochen-Rindt-Weg                                 | ⊙               | Velden                     |                    | 9220 | Jochen Rindt (1942–1970), Automobilrennfahrer, Formel-1-Weltmeister und mehrfacher Grand-Prix-Sieger |
| Josef-Friedrich-Perkonig-Weg, J.-F.-Perkonig-Weg | ⊙               | Velden                     |                    | 9220 | Josef Friedrich Perkonig (1890–1959), österreichischer Erzähler, Dramatiker, Autor von Hör- und Fernsehspielen, Filmproduzent, Lehrer, später Professor an der Lehrerbildungsanstalt in Klagenfurt und Mitglied im Bamberger Dichterkreis |
| Kalvariaweg                                      | ⊙               | Überfeld                   | 2001               | 9231 | am Fuße des Weges wurden einst Teile des Köstenberger Passionsspiels aufgeführt; auf die Geländeerhöhung, auch Kalvaria oder Golgatha genannt, führt dieser Weg                                                                           |
| Kalvarienbergweg                                 | ⊙               | Kranzlhofen                |                    | 9220 | verläuft auf eine Geländeerhebung bis zur Kapelle am Gipfel der Veldener Alm, die auch Kalvarienberg genannt wird |
| Kantniger Straße                                 | ⊙               | Kantnig                    |                    |      | verläuft quer durch die Ortschaft Kantnig, ein Teil davon in der Marktgemeinde Velden |
| Kanzelweg                                        | ⊙               | Göriach                    |                    | 9220 | nach der Veldener Kanzel (⊙), einem Aussichtspunkt in Göriach |
| Karawankenblickweg                               | ⊙               | Laas                       |                    | 9231 | die Karawanken sind ein Gebirgsstock der Südlichen Kalkalpen; von der Ortschaft Laas hat man einen schönen Blick auf diesen Gebirgsstock                                                                                                  |
| Karawankenplatz                                  | ⊙               | Velden                     |                    | 9220 | die Karawanken sind ein Gebirgsstock der Südlichen Kalkalpen; hieß während des Zweiten Weltkriegs Adolf-Hitler-Platz |
| Karawankenpromenade                              | ⊙               | Kranzlhofen                |                    | 9220 | die Karawanken sind ein Gebirgsstock der Südlichen Kalkalpen |
| Karl-Fischer-Weg                                 | ⊙               | Velden                     | 1988               | 9220 | nach Karl Norbert Fischer (1931–1961), Veldener Wasserschifahrer, dreimaliger Staatsmeister und 1960 Zweiter in der Weltrangliste, Veldener Ehrenringträger; der Weg hieß vorher Augsdorferstraße                                         |
| Karl-Krobath-Weg                                 | ⊙               | Göriach                    |                    | 9220 | Karl Krobath (1875–1916), Kärntner Schriftsteller, Komponist und Lehrer; er war 1905 Schriftleiter des Ehrenbuches von Velden |
| Karl R.-Wlaschek-Platz                           | ⊙               | Velden                     | 22. Mai 2017       | 9220 | Karl Wlaschek (1917–2015), österreichischer Unternehmer und Gründer der Handelskette Billa |
| Kärntner Straße                                  | ⊙               | Velden                     |                    | 9220 | Kärnten ist das südlichste Bundesland der Republik Österreich |
| Kernaweg                                         | ⊙               | St. Egyden                 |                    | 9536 | nach Kerna, der Bezeichnung eines Bergrückens und der dort befindlichen kleinen Ortschaft nördlich von St. Egyden |
| Kernjakstraße                                    | ⊙               | Selpritsch                 | 14. Juli 1983      | 9220 | nach Pavle Kernjak vlg Filli (1899–1979), Landwirt, Chorleiter, Organist und Komponist slowenischer Volkslieder; hieß vorher Selpritscherbergweg                                                                                          |
| Kerschdorfer Forstseeweg                         | ⊙               | Kerschdorf                 |                    | 9220 | der Forstsee liegt im Gemeindegebiet von Techelsberg am Wörther See zwischen den Ortschaften Pörtschach und Velden; der Weg geht in Richtung dieses Forstsees                                                                             |
| Kerschdorfer Weg                                 | ⊙               | Kerschdorf                 |                    | 9220 | verläuft quer durch die Ortschaft Kerschdorf |
| Keutschacher Straße                              | ⊙               | Unterjeserz bis Augsdorf   |                    | 9220 | verbindet Velden mit Keutschach |
| Kiefernweg                                       | ⊙               | Lind ob Velden             |                    | 9220 | die Kiefern bilden eine Pflanzengattung in der Familie der Kieferngewächse |
| Kiesweg                                          | ⊙               | Kantnig                    |                    | 9220 | |
| Kirchenstraße                                    | ⊙               | Velden                     |                    | 9220 | führt an der katholischen Pfarrkirche Unsere Liebe Frau vorbei |
| Kirchenweg                                       | ⊙               | Selpritsch                 |                    | 9220 | führt an der Filialkirche St. Andrä vorbei |
| Klagenfurter Straße                              | ⊙               | Velden                     |                    | 9220 | verläuft in Richtung Klagenfurt, der Landeshauptstadt von Kärnten |
| Kleiner Sternberg                                | ⊙               |                            |                    | 9220 | liegt nördlich des 587 m hohen Kleinen Sternbergs (⊙) |
| Knappweg                                         | ⊙               | Dröschitz                  |                    | 9231 | nach einer Hube in Dröschitz mit dem Vulgarnamen Knapp |
| Kobanweg                                         | ⊙               | Kerschdorf                 |                    | 9220 | nach einer mindestens seit 1497 existierenden Hube, dessen Besitzer den Namen Jury Gowann zu Kerstorff (vulgo Koban) hatte |
| Kogelweg                                         | ⊙               | Selpritsch                 |                    | 9220 | nach einer nördlich dieses Weges gelegenen Geländeerhöhung mit rundlichem Gipfel, einem Kogel |
| Kornweg                                          | ⊙               | Fahrendorf                 |                    | 9220 | |
| Koschatpromenade                                 | ⊙               | Velden                     | 1935               | 9220 | Thomas Koschat (1845–1914), österreichischer Komponist, Chorleiter und Schriftsteller, Ehrenbürger von Velden; hieß vorher 12. November-Straße                                                                                            |
| Köstenberger Dorfweg                             | ⊙               | Köstenberg                 |                    | 9231 | verläuft quer durch die Ortschaft Köstenberg |
| Köstenberger Straße                              | ⊙               | Velden bis Oberwinklern    |                    | 9220 | verbindet die Ortschaft Stallhofen mit Velden, verläuft dabei quer durch Köstenberg; die längste Straße der Marktgemeinde Velden |
| Kranzlhofenstraße                                | ⊙               | Velden, Kranzlhofen        |                    | 9220 | verbindet Velden mit der Ortschaft Kranzlhofen |
| Kröllweg                                         | ⊙               | Göriach                    | 1988               | 9220 | nach einer ab dem 17. Jahrhundert in Göriach tätigen Landwirtfamilie vulgo Kröll; die letzten Gebäude dieser Familie, die an diesem Weg angrenzten, wurden durch den Autobahnbau abgelöst und später abgerissen                           |
| Kurpark                                          | ⊙               | Velden                     |                    | 9220 | |
| Laaser Weg                                       | ⊙               | Laas                       |                    | 9231 | verläuft quer durch die Ortschaft Laas |
| Laetitiaweg                                      | ⊙               | Selpritsch                 | 2008               | 9220 | der aus dem lateinischen stammende Name Laetitia bedeutet Freude und Fröhlichkeit; hier wurde das Laetitia-Pflegeheim eröffnet |
| Lamp                                             | ⊙               |                            |                    | 9220 | |
| Landweg                                          | ⊙               | Augsdorf                   |                    | 9220 | |
| Lascheinigweg                                    | ⊙               | Oberjeserz                 |                    | 9220 | nach einer im 18. Jahrhundert erwähnten Unterlascheinig-Keusche und einer Oberlascheinig-Keusche, vulgo Lascheinig |
| Latschacher Weg                                  | ⊙               | Latschach                  |                    | 9536 | verläuft quer durch die Ortschaft Latschach |
| Leitnweg                                         | ⊙               | Oberwinklern               |                    | 9231 | führt zur dortigen Leitn, einer Hangwiese |
| Lerchenweg                                       | ⊙               | Selpritsch                 |                    | 9220 | die Lerchen sind Familie in der Ordnung der Sperlingsvögel mit mehr als 90 Arten |
| Lichtpolder Weg                                  | ⊙               | Bach                       |                    |      | verläuft quer durch Lichtpold, einer Ortschaft in der Gemeinde Wernberg; nur ein kleiner Teil dieses Weges liegt in der Gemeinde Velden                                                                                                   |
| Lilienweg                                        | ⊙               | Velden                     |                    | 9220 | die Lilien sind eine Pflanzengattung der Familie der Liliengewächse mit rund 125 Arten |
| Lindenhofweg                                     | ⊙               | Sonnental                  |                    | 9220 | nach dem Gehöft Lindenhof am Kleinen Sternberg (⊙) |
| Lindner Straße                                   | ⊙               | Lind ob Velden             |                    | 9220 | verbindet das Dorf Föderlach mit der Ortschaft Lind ob Velden |
| Lipizzanerweg                                    | ⊙               | Köstenberg                 |                    | 9231 | hier wohnte der ehemalige Standesbeamte von Velden, Herbert Worseg, der die Pferderasse der Lipizzaner an diesem Weg in einer Koppel hielt                                                                                                |
| Lobisserweg                                      | ⊙               | Selpritsch                 |                    | 9220 | Switbert Lobisser (1878–1943), österreichischer Benediktinermönch, Maler und Holzschneider; er schuf in Velden mehrere Fresken |
| Lorberweg                                        | ⊙               | Dröschitz                  | 2009               | 9231 | ab dem Jahr 1550 gibt es hier ein Anwesen mit dem Vulgarnamen Lorber |
| Lupinienweg                                      | ⊙               | Unterjeserz                |                    | 9220 | die Lupinen sind eine Pflanzengattung in der Unterfamilie der Schmetterlingsblütler innerhalb der Familie der Hülsenfrüchtler |
| Malerweg                                         | ⊙               | Oberwinklern               |                    | 9231 | die beiden Maler Franz Probst und Emil Scheibe besaßen in Oberdorf ein Grundstück |
| Marienhofweg                                     | ⊙               | Sonnental                  | 1989               | 9220 | nach dem landwirtschaftlichen Anwesen Marienhof, heute ein Landhotel |
| Marienpilgerweg                                  | ⊙               |                            |                    |      | |
| Markus-Pernhart-Straße                           | ⊙               | Velden                     |                    | 9220 | Markus Pernhart (1824–1871), Kärntner slowenisch/österreichischer Maler romantischer Landschaftsimpressionen; er zeichnete auch das Schloss Velden und die Burgruine Hohenwart in Köstenberg                                              |
| Marterlweg                                       | ⊙               | Lind ob Velden             | 1986               | 9220 | hier befindet sich seit vielen Jahrzehnten ein Marterl |
| Martiniweg                                       | ⊙               | Lind ob Velden             | 1986               | 9220 | Martin von Tours (um 316/317–397), Bischof von Tours, Heiliger; Kirchenpatron der Pfarrkirche Lind ob Velden |
| Martin-Luther-Straße                             | ⊙               | Velden                     |                    | 9220 | Martin Luther (1483–1546), deutscher Augustinereremit und Theologieprofessor, Urheber der Reformation |
| Meisenweg                                        | ⊙               | Oberdorf                   |                    | 9231 | die Meisen sind eine Familie in der Ordnung der Sperlingsvögel |
| Melcherweg                                       | ⊙               | Selpritsch                 |                    | 9220 | nach dem an diesem Weg gelegenen Haus vulgo Melcher |
| Messnerweg                                       | ⊙               | St. Egyden                 |                    | 9536 | der Weg, den der Messner zwischen dem Messnerhaus und der Filialkirche des hl. Ägidius in St. Egyden zurücklegte (siehe auch Alte Pfarrkirche St. Egyden an der Drau)                                                                     |
| Mittagskogelstraße                               | ⊙               | Lind ob Velden             |                    | 9220 | der Mittagskogel ist mit einer Höhe von 2145 m ü. A. einer der höchsten Berge der westlichen Karawanken |
| Mohnblumenweg                                    | ⊙               | Kranzlhofen                |                    | 9220 | die Mohnblume ist eine Pflanzenart innerhalb der Familie der Mohngewächse |
| Mörikeweg                                        | ⊙               | Selpritsch                 |                    | 9220 | Eduard Mörike (1804–1875), deutscher Lyriker der Schwäbischen Schule, Erzähler und Übersetzer |
| Mösslacherstraße                                 | ⊙               | Velden                     |                    | 9220 | nach der einstigen Veldener Hoteliersfamilie Mösslacher; hier lagen einst die Mösslachergründe |
| Mozartstraße                                     | ⊙               | Velden                     |                    | 9220 | Wolfgang Amadeus Mozart (1756–1791), Salzburger Musiker und Komponist der Wiener Klassik |
| Mühlweg                                          | ⊙               | Velden                     |                    | 9220 | hier befand sich die Muschkat-Mühle, später Steiner-Mühle und Schöffmann-Mühle; früher hieß der Weg Mühlengasse |
| Musilweg                                         | ⊙               | Selpritsch                 |                    | 9220 | Robert Musil (1880–1942), österreichischer Schriftsteller und Theaterkritiker, der 1898 und 1925 in Velden Urlaub machte |
| Narzissenweg                                     | ⊙               | Dröschitz                  |                    | 9231 | die Narzissen bilden eine Pflanzengattung innerhalb der Familie der Amaryllisgewächse |
| Neckheimpromenade                                | ⊙               | Velden                     |                    | 9220 | nach Hans Neckheim (1844–1930), Liedersammler und Komponist, der in der Villa Sonne in Velden wohnte; Ehrenmitglied des Männergesangsvereins Velden; dies war sein einstiger Spazierweg                                                   |
| Nestroyweg                                       | ⊙               | Selpritsch                 |                    | 9220 | Johann Nestroy (1801–1862), österreichischer Dramatiker, Schauspieler und Opernsänger (Bass) |
| Nußweg, Nussweg                                  | ⊙               | Sonnental                  |                    | 9220 | |
| Oberdorfer Weg                                   | ⊙               | Oberdorf                   |                    | 9231 | verläuft quer durch die Ortschaft Oberdorf |
| Oberer Golfweg                                   | ⊙               | Oberdorf                   |                    | 9231 | führt in den westlichen Bereich der Golfplatzanlage Velden-Köstenberg |
| Oberer Kirchenweg                                | ⊙               | Augsdorf                   |                    | 9220 | führt aus südlicher Richtung hinunter zur katholischen Pfarrkirche St. Maria zu Augsdorf |
| Oberer Weg                                       | ⊙               | Rajach                     |                    | 9220 | |
| Oberjeserzer Straße                              | ⊙               | Kranzlhofen bis Oberjeserz |                    | 9220 | verbindet die Ortschaften Kranzlhofen mit Oberjeserz |
| Oberwinklerner Weg                               | ⊙               | Oberwinklern               |                    | 9231 | verläuft quer durch die Ortschaft Oberwinklern |
| Ossiacher-Tauern-Straße                          | ⊙               | Köstenberg                 |                    | 9231 | führt durch die Ossiacher Tauern, einem Bergzug zwischen dem Ossiacher See im Nordwesten und dem Wörthersee im Südosten |
| Otto-Jilg-Straße                                 | ⊙               | Velden                     |                    | 9220 | nach Otto Jilg (1900–1967), Landesbeamter, der sich für den Wasserleitungsausbau in Velden einsetzte; er wurde 1965 zum Ehrenbürger der Marktgemeinde Velden                                                                              |
| Pachernighofweg                                  | ⊙               | Latschach                  |                    | 9536 | hier lag ein Gehöft mit Vulgarnamen Pachernig; heute ist der Pachernighof ein 4-Sterne-Hotel |
| Panoramaweg                                      | ⊙               | Kranzlhofen                |                    | 9220 | |
| Paracelsusweg                                    | ⊙               | Velden                     |                    | 9220 | Paracelsus (1493/1494–1541), Schweizer Arzt, Naturphilosoph, Naturmystiker, Alchemist, Laientheologe und Sozialethiker |
| Parkstraße                                       | ⊙               | Velden                     |                    | 9220 | führt zum Schlosspark vom Schloss Velden |
| Pater-Toncek-Weg                                 |                 | Lind ob Velden             | 28. September 2021 | 9220 | nach Pater Toncek, der 35 Jahre als Pfarrer im Bereich Lind ob Velden und Umgebung gewirkt hat; ein Teilstück des Marterlwegs |
| Perkonigweg                                      | ⊙               | Selpritsch                 |                    | 9220 | Josef Friedrich Perkonig (1890–1959), österreichischer Erzähler, Dramatiker, Autor von Hör- und Fernsehspielen, Filmproduzent, Lehrer, später Professor an der Lehrerbildungsanstalt in Klagenfurt und Mitglied im Bamberger Dichterkreis |
| Peter-Rosegger-Weg                               | ⊙               | Velden                     |                    | 9220 | Peter Rosegger (1843–1918), österreichischer Schriftsteller und Poet |
| Peterweg                                         | ⊙               | Rajach                     | 1990               | 9220 | ein Anwesen in Rajach hat den Vulgarnamen Peter |
| Pfarrleitnweg                                    | ⊙               | Oberdorf                   |                    | 9231 | der Weg zur Filialkirche des Hl. Johannes dem Täufer führte über die Hangwiese, die sogenannte Leitn (in der Nähe ist auch die Pfarrkirche Köstenberg)                                                                                    |
| Prof. Karl Spiehs Steg                           | ⊙               | Velden                     | 25. Mai 2013       | 9220 | Karl Spiehs (1931–2022), österreichischer Filmproduzent und Ehrenbürger von Velden; ein Steg bei der Schiffsanlegestelle 2 |
| Pulpitscher Weg                                  | ⊙               | Pulpitsch                  |                    | 9536 | verläuft quer durch die Ortschaft Pulpitsch |
| Quellenweg                                       | ⊙               | Dieschitz                  |                    | 9536 | |
| Rainerweg                                        | ⊙               | Lind ob Velden             | 1986               | 9220 | das heutige Gasthaus Lindnerhof in Lind ob Velden hatte bis zur Mitte des 20. Jahrhunderts den Vulgarnamen Rainer-Hof |
| Rainweg                                          | ⊙               | Velden                     |                    | 9220 | nördlich des Weges war ein Acker, südlich eine Wiese; der Rain bildete die Grenze zwischen den beiden Fluren |
| Rajacher Straße                                  | ⊙               | Rajach                     |                    | 9220 | verbindet die Ortschaften Lind ob Velden mit Rajach |
| Resselweg                                        | ⊙               | Velden                     |                    | 9220 | Josef Ressel (1793–1857), österreichischer Forstbeamter und Erfinder |
| Rilkeweg                                         | ⊙               | Selpritsch                 |                    | 9220 | Rainer Maria Rilke (1875–1926), österreichischer Lyriker deutscher und französischer Sprache |
| Roacher Straße                                   | ⊙               | St. Egyden                 |                    |      | verläuft nördlich der Ortschaft Roach in der Marktgemeinde Schiefling am Wörthersee; nur ein kleiner Teil der Straße befindet sich im Gemeindegebiet von Velden                                                                           |
| Römerweg                                         | ⊙               | Oberjeserz                 |                    | 9220 | es wird vermutet, dass dieser Weg seit der Römerzeit besteht |
| Rosegger Straße                                  | ⊙               | Selpritsch                 |                    | 9220 | verbindet Velden mit der Ortschaft Rosegg |
| Rosentaler Straße                                | ⊙               | Velden                     |                    | 9220 | das Rosental ist ein von der Drau durchflossenes, im südlichen Kärnten gelegenes Tal |
| Rosenweg                                         | ⊙               | Velden                     |                    | 9220 | Rosen sind die namensgebende Pflanzengattung der Familie der Rosengewächse |
| Saisserseeweg                                    | ⊙               | Oberjeserz                 |                    | 9220 | führt zum Saisser See (auch Jeserzer See), einem auf dem Höhenrücken nördlich des Wörthersees gelegenen See auf dem Gemeindegebiet von Velden                                                                                             |
| Sakoparnigweg                                    | ⊙               | Obersakoparnig             |                    | 9231 | seit 1550 gibt es hier in der Nähe Huben, die den Vulgärnamen Sakoparnig haben |
| Schanzenweg                                      | ⊙               | Selpritsch                 |                    | 9220 | führt zu einem Hang, an dem die alte hölzerne Skisprungschanze, auch Wörthersee-Schanze oder Holzbauer-Schanze genannt, lag |
| Schillerstraße                                   | ⊙               | Velden                     |                    | 9220 | Friedrich Schiller (1759–1805), deutscher Dichter, Philosoph, Historiker und Arzt; im Jahr 1905 gab es in Velden eine Schiller-Huldigung                                                                                                  |
| Schlosspark                                      | ⊙               | Velden                     |                    | 9220 | der Park vor dem Schloss Velden |
| Schloßweg                                        | ⊙               | Velden                     |                    | 9220 | ein Weg westlich vom Schloss Velden |
| Schluderweg                                      | ⊙               | Selpritsch                 |                    | 9220 | an diesem Weg in der Ortschaft Selpritsch lag ein ehemaliger Bauernhof mit Vulgärnamen Schluder |
| Schoberweg                                       | ⊙               | Kerschdorf                 |                    | 9220 | der heutige Hofname hatte schon 1497 den Vulgärnamen Schober |
| Schranzstiege                                    |                 | Velden                     |                    | 9220 | nach Lukas Schranz (1870–1928), der 1908 an der Ecke Rosentalerstraße – Seecorso ein Haus errichtete, das später als Gemeindeamt umfunktioniert wurde                                                                                     |
| Schubertpark                                     | ⊙               | Velden                     |                    | 9220 | Franz Schubert (1797–1828), österreichischer Komponist |
| Schubertweg                                      | ⊙               | Velden                     |                    | 9220 | Franz Schubert (1797–1828), österreichischer Komponist |
| Schulhausstraße                                  | ⊙               | Velden                     |                    | 9220 | führt an der Neuen Mittelschule (und damaligen Hauptschule) Velden vorbei; am 10. September 1940 wurde der nördliche Gebäudetrakt eingeweiht                                                                                              |
| Schulweg                                         | ⊙               | Köstenberg                 |                    | 9231 | führt zur Volksschule Köstenberg |
| Schusterleitn                                    | ⊙               | Oberdorf                   |                    | 9231 | der Besitzer der Hube in Oberdorf hatte bereits im 16. Jahrhundert den Vulgärnamen Schuster |
| Seeblickweg                                      | ⊙               | Oberjeserz                 |                    | 9220 | liegt in der Nähe des Saisser Sees (auch Jeserzer See), einem auf dem Höhenrücken nördlich des Wörthersees gelegenen See auf dem Gemeindegebiet von Velden                                                                                |
| Seecorso                                         | ⊙               | Velden                     |                    | 9220 | |
| Seepromenade                                     | ⊙               | Velden                     |                    | 9220 | eine Promenade entlang des Westufers des Wörthersees; hieß vorher Seeuferweg bzw. in der ersten Hälfte des 20. Jahrhunderts Ulbing Gasse                                                                                                  |
| Selpritscher Straße                              | ⊙               | Selpritsch                 |                    | 9220 | verbindet die Ortschaften Lind ob Velden mit Selpritsch |
| Selpritscher Weg                                 | ⊙               | Velden                     |                    | 9220 | nach Selpritsch, einer Ortschaft in der Marktgemeinde Velden |
| Sonnenhangweg                                    | ⊙               | Ebenfeld                   |                    | 9231 | |
| Sonnenstraße                                     | ⊙               | Oberjeserz                 |                    | 9220 | |
| Sonnentaler Weg                                  | ⊙               | Sonnental                  |                    | 9220 | liegt in der Ortschaft Sonnental |
| Sonnenwiese                                      | ⊙               | Rajach                     |                    | 9220 | |
| Sonnhügelweg                                     | ⊙               | Velden                     |                    | 9220 | |
| Spechtweg                                        | ⊙               | Ebenfeld                   |                    | 9231 | Die Spechte sind eine artenreiche Familie aus der Ordnung der Spechtvögel mit 35 Gattungen und mehr als 250 Arten. |
| Spitzmüllerweg                                   | ⊙               | Velden                     |                    | 9220 | Alexander Spitzmüller (1862–1953), österreichischer Jurist, Finanzfachmann, Bankdirektor und Politiker; Besitzer einer kleinen Villa in Velden, wurde am Friedhof Velden begraben                                                         |
| Sportplatzstraße                                 | ⊙               | Velden                     |                    | 9220 | verläuft entlang von Sportplätzen |
| Sportweg                                         | ⊙               | Köstenberg                 |                    | 9231 | grenzt östlich an den Sportplatz Köstenberg |
| St.-Egydener-Straße                              | ⊙               | Selpritsch bis St. Egyden  |                    | 9220 | verbindet Velden mit der Ortschaft St. Egyden |
| St.-Georg-Weg                                    | ⊙               | Kantnig                    | 1999               | 9220 | Heiliger Georg (historische Person?), Märtyrer, Schutzpatron verschiedener Länder, Adelsfamilien, Städte und Ritterorden sowie der Pfadfinder                                                                                             |
| St.-Martiner-Straße                              | ⊙               | Kerschdorf                 |                    | 9220 | Martin von Tours (um 316/317–397), dritter Bischof von Tours; die Straße führt in östlicher Richtung zur Pfarrkirche St. Martin am Techelsberg                                                                                            |
| Sternberger Grabenweg                            | ⊙               | Kantnig                    |                    | 9220 | liegt auf der Südseite des Sternbergs und an der Grenze zur Gemeinde Wernberg; nur ein kleiner Teil dieses Wegs liegt vollständig in der Marktgemeinde Velden                                                                             |
| Sternbergstraße                                  | ⊙               | Sonnental                  |                    | 9220 | der Sternberg ist ein 726 m hoher Kalkfels, auf dessen Plateau sich die St. Georgskirche (⊙) befindet |
| Sternigweg                                       | ⊙               | Dieschitz                  |                    | 9536 | hier war einst die Tischlerei der Familie Sternig |
| Sternkogel                                       | ⊙               | Weinzierl                  |                    | 9220 | liegt südwestlich des Kleinen Sternbergs (⊙) |
| Strandpark                                       | ⊙               | Velden                     |                    | 9220 | ein Park am Strand vom Wörthersee |
| Strandpromenade                                  | ⊙               | Velden                     |                    |      | eine Promenade entlang des Westufers des Wörthersees |
| Streklhofweg                                     | ⊙               | Aich                       | 2011               | 9220 | erstmals wurde der Vulgarname Strekl im Jahr 1497 als Streklhube erwähnt; heute ist das Gebäude ein Hotel |
| Süd Autobahn                                     | ⊙               |                            |                    |      | die Süd Autobahn A2 ist eine Autobahn in Österreich und führt von Wien über den Wechsel, vorbei an Graz und Klagenfurt an die Staatsgrenze zu Italien bei Arnoldstein                                                                     |
| Südbahnweg                                       | ⊙               | Lind ob Velden             |                    | 9220 | verläuft in Richtung der Drautalbahn, die als Flügelstrecke von der k.k. priv. Südbahngesellschaft errichtet wurde und 1864 feierlich eröffnet                                                                                            |
| Südtiroler Straße                                | ⊙               | Velden                     |                    | 9220 | Südtirol ist die nördlichste Provinz Italiens |
| Süduferstraße                                    | ⊙               | Velden                     |                    | 9220 | befindet sich am Südufer des Wörthersees |
| Sumperweg                                        | ⊙               | Oberjeserz                 |                    | 9220 | eine Hube hat seit Beginn des 17. Jahrhunderts den Vulgärnamen Sumper |
| Taupelweg                                        | ⊙               | Dröschitz                  |                    | 9231 | nach dem nördlich von Dröschitz gelegenen 1069 m hohen Taubenbühel ⊙, im Volksmund Taupel genannt und im Gemeindegebiet von St. Martin am Techelsberg liegt                                                                               |
| Teichweg                                         | ⊙               | Velden                     |                    | 9220 | verläuft östlich entlang des Bäckerteichs (⊙); dieser ist (nach dem Wörthersee und dem Jeserzer See) das drittgrößte stehende Gewässer in der Marktgemeinde Velden                                                                        |
| Teufelsgraben                                    | ⊙               |                            |                    |      | |
| Thomannweg                                       | ⊙               | Kerschdorf                 |                    | 9220 | nach dem Vulgarnamen Thomann einer seit dem 15. Jahrhundert existierenden Hube |
| Traubenweg                                       | ⊙               | Sonnental                  |                    | 9220 | |
| Treffner Straße                                  | ⊙               | St. Egyden bis Treffen     |                    | 9536 | verläuft quer durch die Ortschaft Treffen |
| Triester Straße                                  | ⊙               | Lind ob Velden             |                    | 9220 | ein bestehender Teil der einstigen alten Hauptstraße, die von Velden nach Villach und weiter nach Triest führte; die Straße hieß vorher Reichsstraße, danach B 17, heute B 83                                                             |
| Tscheliesnigweg                                  | ⊙               | Köstenberg                 | 2001               | 9231 | nach einem Gehöft mit dem Vulgarnamen Tscheliesnig im Norden der Ortschaft Köstenberg; der Weg hatte diesen Namen schon lange bevor er 2001 offiziell benannt wurde                                                                       |
| Tschinderweg                                     | ⊙               | Selpritsch                 |                    | 9220 | nach Johann Tschinder (1891–1959), Bürgermeister der Altgemeinde Augsdorf von 1945 bis 1957; sein Wohnhaus befand sich am heutigen Weg |
| Türkweg                                          | ⊙               | Selpritsch                 |                    | 9220 | Johann Baptist Türk (1775–1841), österreichischer Freiheitskämpfer |
| Unterjeserzer Straße                             | ⊙               | Unterjeserz                |                    | 9220 | verläuft quer durch die Ortschaft Unterjeserz |
| Unterwinklernstraße                              | ⊙               | Velden                     |                    | 9220 | verläuft in Richtung der Ortschaft Unterwinklern |
| Victoriaweg                                      | ⊙               | Unterjeserz                | 2004               | 9220 | nach Victoria Hanke (* 1997), die an diesem Weg wohnt; der Name wurde aber auch wegen seines vielseitigen Vorkommens in Adelshäusern und des englischen Wortes victory gewählt                                                            |
| Villacher Straße                                 | ⊙               | Velden                     |                    | 9220 | verläuft in Richtung Villach |
| Villenstraße                                     | ⊙               | Velden                     |                    | 9220 | an dieser Straße befanden sich einst drei Villen |
| Wahlisstraße                                     | ⊙               | Velden                     |                    | 9220 | Ernst Wahliss (1837–1900), österreichischer Geschäftsmann und Porzellanwarenfabrikant; er kaufte 1891 das Schloss Velden und ließ es wieder aufbauen                                                                                      |
| Waldrandweg                                      | ⊙               | Augsdorf                   |                    | 9220 | liegt am Rand eines Waldes |
| Waldweg                                          | ⊙               | Velden                     |                    | 9220 | |
| Watzenigweg                                      | ⊙               | Kantnig                    | 1999               | 9220 | nach einem seit 1461 bestehenden alten Gehöft östlich von Sternberg mit Vulgarnamen Watzenig |
| Weinzierler Straße                               | ⊙               | Weinzierl                  |                    | 9220 | verläuft quer durch die Ortschaft Weinzierl |
| Weißhutpromenade                                 | ⊙               | Velden                     |                    | 9220 | nach der jüdischen Familie Weißhut, die am Veldener Südufer Villenbesitzer waren und zum Aufblühen des Kurortes Velden beigetragen haben                                                                                                  |
| Wickenburgweg                                    | ⊙               | Weinzierl                  | 1999               | 9220 | die Familie Wickenburg lebte im Anwesen Weinzierl 1 |
| Wiener Straße                                    | ⊙               | Velden                     |                    | 9220 | Wien ist die Bundeshauptstadt der Republik Österreich |
| Wiesenweg                                        | ⊙               | Velden                     |                    | 9220 | |
| Windeggerweg                                     | ⊙               | Oberdorf                   | 2001               | 9231 | nach dem Vulgarnamen Windegger, der 1949 entstanden ist; es war das Haus Nr. 21 gemeint |
| Wornigweg                                        | ⊙               | Aich                       | 2011               | 9536 | ein Anwesen in Aich hat den Vulgarnamen Wornig |
| Wrannpark                                        | ⊙               | Velden                     |                    | 9220 | die Familie Wrann ist seit dem 18. Jahrhundert in Velden ansässig; Philipp Wrann war erster Bürgermeister der 1850 entstandenen Großgemeinde Velden                                                                                       |
| Wulfeniaweg                                      | ⊙               | Velden                     |                    | 9220 | die Kärntner Wulfenie (Wulfenia carinthiaca), ist eine Pflanzenart aus der Familie der Wegerichgewächse und wurde 1779 von Franz Xaver von Wulfen entdeckt                                                                                |
| Wurzner Weg                                      | ⊙               | Wurzen                     |                    | 9231 | verbindet die beiden Ortschaften Moos und Wurzen |
| Wüsterweg                                        | ⊙               | Aich                       | 2011               | 9220 | ein Gehöft in Aich hat den Vulgarnamen Wüster |
| Zechnerweg                                       | ⊙               | Selpritsch                 |                    | 9220 | eine einstige Landwirtschaft in Seplritsch hatte den Vulgarnamen Zechner; heute befindet sich an dieser Stelle die Firma Landmaschinen Ogris                                                                                              |
| Zubringer West                                   | ⊙               |                            |                    |      | die Autobahnabfahrt Velden – West |

## Historische Straßennamen

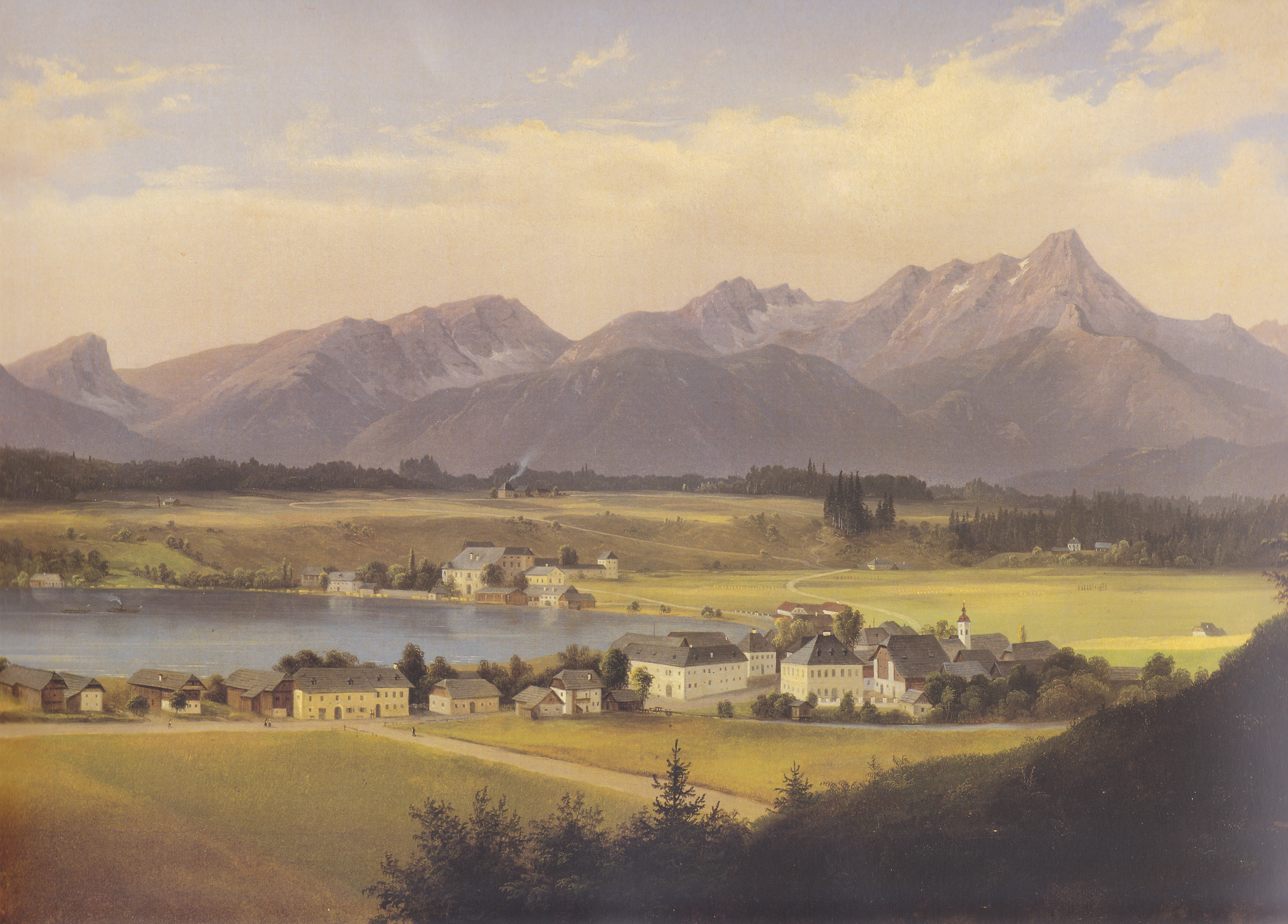
Alte Ansicht von Velden; Illustration von Markus Pernhart (1824–1871)

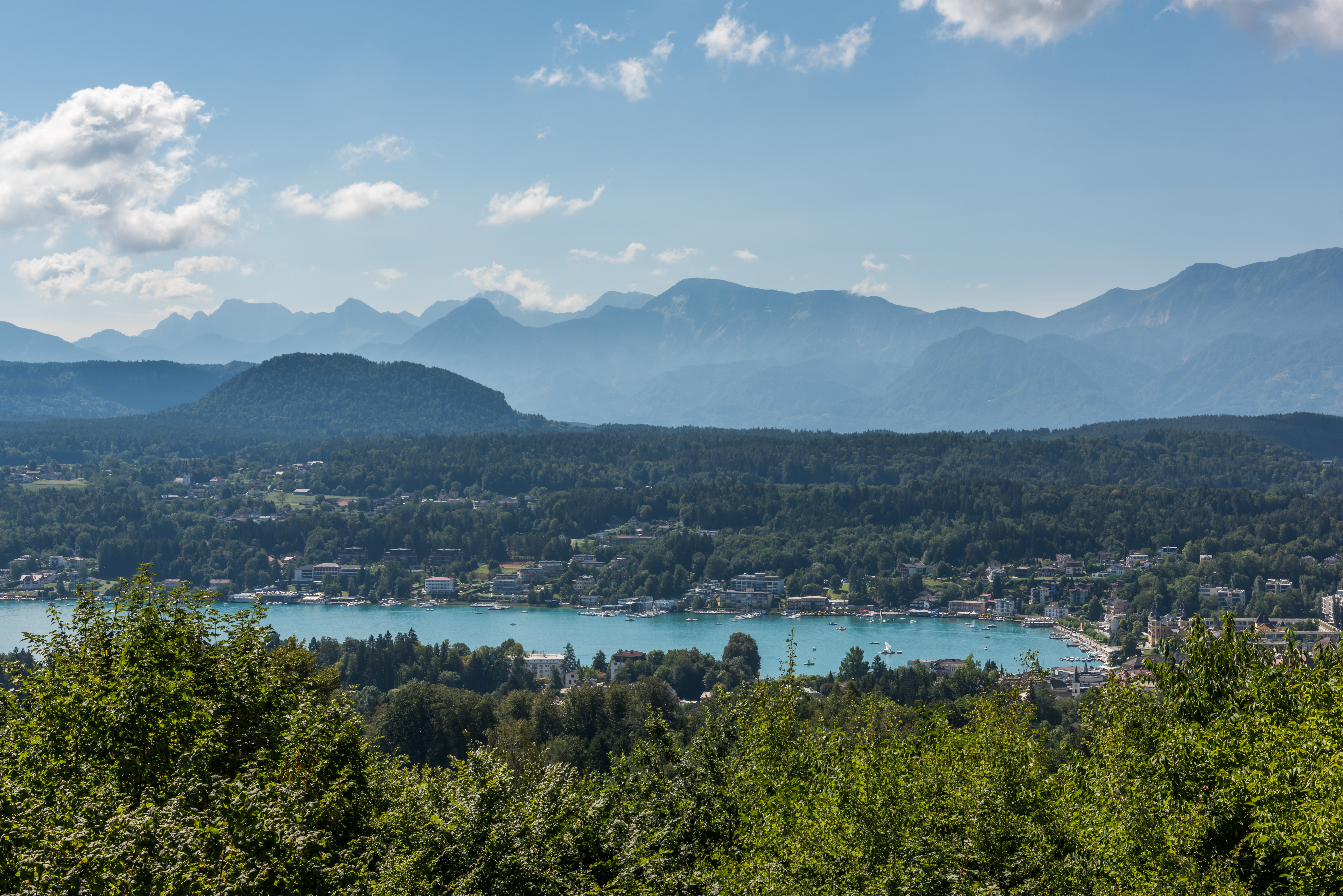
Aktuellere Ansicht von Velden, ähnliche Perspektive; 2022

In dieser Liste werden diejenigen Veldener Straßennamen aufgenommen, die es nicht mehr gibt, sei es, dass sie aufgelassen oder dass sie umbenannt wurden. Grundlage für diese Namen sind das Buch „Wenn Wege erzählen – Die Straßen, Wege und Plätze Veldens“.
- 12. November-Straße, siehe Koschatpromenade (am 12. November 1918 wurde in Wien die Republik Deutschösterreich ausgerufen (siehe auch Erste Österreichische Republik))
- Adolf-Hitler-Platz, siehe Karawankenplatz (Adolf Hitler (1889–1945), Diktator)
- Augsdorferstraße, siehe Karl-Fischer-Weg (verlief von Velden in Richtung der Ortschaft Augsdorf; südlich davon gibt es noch immer die Augsdorfer Straße)
- Kaiser-Franz-Joseph-Platz, siehe Europaplatz (Franz Joseph I. (1830–1916), Kaiser von Österreich, Apostolischer König von Ungarn und König von Böhmen)
- Kaiserplatz, siehe Europaplatz (Franz Joseph I. (1830–1916), Kaiser von Österreich, Apostolischer König von Ungarn und König von Böhmen)
- Koschatplatz, siehe Europaplatz (Thomas Koschat (1845–1914), österreichischer Komponist, Chorleiter und Schriftsteller, Ehrenbürger von Velden)
- Mühlengasse, siehe Mühlweg
- Reichsstraße, siehe Triester Straße
- Schulplatz, siehe Franz-Baumgartner-Platz (liegt westlich der International School Carinthia)
- Seeuferweg, siehe Seepromenade (ein Weg entlang des Westufers des Wörthersees)
- Selpritscherbergweg, siehe Kernjakstraße
- Ulbing Gasse, der nördliche Teil der Seepromenade (nach Ernst Ulbing (1854–1912), Veldener Bürgermeister von 1892 bis 1911)